# Fryderyk von Wettyn
Fryderyk von Wettyn (niem. Friedrich von Wettin, także jako Friedrich von Sachsen, ur. 26 października 1473 w Torgau, zm. 14 grudnia 1510 w Rochlitz) – książę Rzeszy, 36-ty wielki mistrz zakonu krzyżackiego w latach 1498–1510.

## Życiorys
Syn księcia Saksonii Albrechta Odważnego i Zdenki z Podiebradów, córki króla Czech Jerzego z Podiebradów. Był najmłodszy z rodzeństwa i przez rodziców został przeznaczony do stanu duchownego.
Otrzymał staranne wykształcenie. Studiował w Sienie i w Lipsku. W młodym wieku został kanonikiem w Kolonii. Po zakończeniu edukacji znalazł się na dworze arcybiskupa Moguncji. W 1498 po śmierci Johanna von Tieffena poselstwo krzyżackie zaproponowało mu urząd wielkiego mistrza i natychmiastową elekcję po wstąpieniu do zgromadzenia. Niespotykany do tej pory przebieg kariery w zakonie krzyżackim był spowodowany chęcią zdobycia przez tę organizację zwierzchnika, który swoim autorytetem i pochodzeniem mógł wzbudzać respekt, a także dodać blasku osłabionemu i przeżywającemu trudne chwile zgromadzeniu.
29 września 1498 w Królewcu Fryderyk Wettyn został przyjęty do zakonu i jednocześnie wybrany wielkim mistrzem. Jego wybór spowodował natychmiastowy kryzys w stosunkach z Polską, gdyż jako książę Rzeszy, Fryderyk nie miał zamiaru składać hołdu lennego królowi polskiemu i nie uznawał postanowień pokoju toruńskiego z 1466.
W związku z zaistniałą sytuacją w latach 1498–1501 Jan I Olbracht dwukrotnie zagroził zakonowi wojną i stanowczo upominał się o spełnienie przez Wettina jego powinności. Kryzys osiągnął swoje apogeum w 1501, gdy król zaczął przygotowania do konfrontacji zbrojnej, gromadząc wojska na granicy z Prusami. Przygotowania przerwała śmierć monarchy.
Po wstąpieniu na tron Aleksandra Jagiellończyka Fryderyk Wettyn nadal odwlekał spotkanie z królem i złożenie hołdu lennego. Gdy Zygmunt I Stary objął tron polski i w 1507 postawił ultimatum wielkiemu mistrzowi, ten wyjechał z Prus i udał się do Rochlitz w Saksonii; do państwa zakonnego już nie wrócił. Rezydował głównie w Saksonii, w dobrach rodzinnych. Pochowany został w katedrze w Miśni.